# NGC 4105
NGC 4105 је елиптична галаксија у сазвежђу Хидра која се налази на NGC листи објеката дубоког неба.
Деклинација објекта је - 29° 45' 36" а ректасцензија 12h 6m 40,6s. Привидна величина (магнитуда) објекта NGC 4105 износи 10,5 а фотографска магнитуда 11,5. Налази се на удаљености од 26,973 милиона парсека од Сунца. NGC 4105 је још познат и под ознакама ESO 440-54, MCG -5-29-13, AM 1204-292, PGC 38411.